# Plebicula virescens
Plebicula virescens är en fjärilsart som beskrevs av Ruggero Verity 1946. Plebicula virescens ingår i släktet Plebicula och familjen juvelvingar. Inga underarter finns listade i Catalogue of Life.